# Lastin rep
Lastin rep (lat. Papilio machaon) je leptir selac iz porodice lastinrepaca. Zabilježeno je 37 podvrsta ove vrste. U Hrvatskoj je zaštićen zakonom.

## Izgled
Na prednjim krilima odrasle jedinke prevladava žuta boja i crni široki rub. Stražnja krila su šiljasto produljena u tamni repić. Raspon krila je 7,5 cm pa se ubraja među najveće europske leptire. Obranu od grabežljivaca pruža mu osmeterij, organ čija je zadaća ispuštanja neugodnog mirisa u slučaju opasnosti, a smješten je neposredno iza glave.

## Gusjenica
Ženke liježu jaja isključivo na biljkama iz porodice štitarki kojima se gusjenice hrane. Gusjenica lastinog repa u početku izgleda kao ptičji izmet, što predstavlja prilagodbu za zaštitu od predatora. Kasnije postaje zelene boje s crnim i narančastim oznakama. Dodatno je štite žlijezde na čeonom dijelu glave koje u slučaju uznemiravanja ispuštaju neugodan miris (po mošusu).

## Stanište
Stanište mu je sjeverno područje Europe i Azije, rasprostranjen je i u Americi. U Hrvatskoj nastanjuje planinske vrhove i prijevoje, zaštićen je zakonom o zaštiti prirode.

## Galerija
- Gusjenica
- Kukuljica
- Leptir